# راسيل أتكينز
راسيل أتكينز (بالإنجليزية: Russell Atkins)‏ هو شاعر أمريكي، ولد في 1926.